# Брегалнишка мисия
Брегалнишката мисия е легендарна мисионерско-просветителска акция на Константин-Кирил Философ сред славяните по река Брегалница в югозападните територии на тогавашна България. Мисията се споменава единствено в легендарни източници от XI и XII век. Поради това провеждането на тази мисия е сериозно оспорвано. Най-вероятно става дума за сътворен късен сюжет, който попада в контекста на традицията, създадена в епохата на византийското владичество за „побългаряване“ на двамата братя и на тяхното дело. Пространните жития на св. Кирил и Методий не споменават такава мисия.
Според подкрепящите подобна мисия, тя се е състояла в периода между 851 г. и края на 859 г. Според преданието, Константин идва с новосъздадената глаголица (Черноризец Храбър посочва в „Сказание за буквите“, че тя е била готова в 855 г.) и успява да покръсти хиляди славяни в град Равен, идентифициран от някои учени с откритите развалини при с. Козяк до днешния Щип. Споменава се и Борис I, макар и да не е бил приобщен официално към новата вяра.
Краткото житие на Константин-Кирил Философ „Житие и подвизи на преподобния наш отец Кирил Философ“ приписвано на св. Климент Охридски или на някой от близките му следовници, описва мисията му сред българите по течението на река Брегалница. Това пише и в „Слово от Кирил Философ как покръсти българите“ или така наречената Солунска легенда, Подобни указания има в „Моравската легенда“ и „Чешката легенда“, в които се споменева, че преди да дойде при западните славяни той проповядвал и покръстил българите. И в други извори макар и непряко споменават мисията, като Кириловото „Похвално слово“ от св. Климент Охридски, службата за св. Методий от Константин Преславски, пространното житие на св. Климент и др.
Интересно е, че времето и мястото на легендарната мисия фактически съвпада с времето и мястото, на което според апокрифния летопис т. нар. „Видение Исайево“ Борис I поема властта над България в 852 г. или е веднага след сключването на българо-византийския мирен договор от 854 г. и близко предшества официалното покръстване на народа и страната, отнасяно към 865 г.